# Юнацька збірна Албанії з футболу (U-18)
Юнацька збірна Албанії з футболу (U-18) — національна футбольна збірна Албанії, що складається із гравців віком до 18 років. Керівництво командою здійснює Федерація футболу Албанії. Збірна може брати участь у товариських і регіональних змаганнях.
Формує найближчий кадровий резерв для основної юнацької збірної, команди до 19 років, яка може кваліфікуватися на Юнацький чемпіонат Європи з футболу (U-19). До зміни формату юнацьких чемпіонатів Європи у 2001 році саме команда 18-річних функціонувала як основна юнацька збірна і була учасником континентальної юнацької першості з футболу.

## Виступи на міжнародних турнірах

### Юніорський турнір УЄФА
| Рік    | Раунд             | І                 | В                 | Н                 | П                 | Г+                | Г-                |                   |
| ------ | ----------------- | ----------------- | ----------------- | ----------------- | ----------------- | ----------------- | ----------------- | ----------------- |
| 1955   | не брала участь   | не брала участь   | не брала участь   | не брала участь   | не брала участь   | не брала участь   | не брала участь   |                   |
| 1956   | не брала участь   | не брала участь   | не брала участь   | не брала участь   | не брала участь   | не брала участь   | не брала участь   |                   |
| 1958   | не брала участь   | не брала участь   | не брала участь   | не брала участь   | не брала участь   | не брала участь   | не брала участь   |                   |
| 1959   | не брала участь   | не брала участь   | не брала участь   | не брала участь   | не брала участь   | не брала участь   | не брала участь   |                   |
| 1960   | не брала участь   | не брала участь   | не брала участь   | не брала участь   | не брала участь   | не брала участь   | не брала участь   |                   |
| 1961   | не брала участь   | не брала участь   | не брала участь   | не брала участь   | не брала участь   | не брала участь   | не брала участь   |                   |
| 1962   | не брала участь   | не брала участь   | не брала участь   | не брала участь   | не брала участь   | не брала участь   | не брала участь   |                   |
| 1963   | не брала участь   | не брала участь   | не брала участь   | не брала участь   | не брала участь   | не брала участь   | не брала участь   |                   |
| 1964   | не брала участь   | не брала участь   | не брала участь   | не брала участь   | не брала участь   | не брала участь   | не брала участь   |                   |
| 1965   | не брала участь   | не брала участь   | не брала участь   | не брала участь   | не брала участь   | не брала участь   | не брала участь   |                   |
| 1966   | не брала участь   | не брала участь   | не брала участь   | не брала участь   | не брала участь   | не брала участь   | не брала участь   |                   |
| 1967   | відбірковий раунд | відбірковий раунд | відбірковий раунд | відбірковий раунд | відбірковий раунд | відбірковий раунд | відбірковий раунд | відбірковий раунд |
| 1968   | не брала участь   | не брала участь   | не брала участь   | не брала участь   | не брала участь   | не брала участь   | не брала участь   | не брала участь   |
| 1969   | відбірковий раунд | відбірковий раунд | відбірковий раунд | відбірковий раунд | відбірковий раунд | відбірковий раунд | відбірковий раунд | відбірковий раунд |
| 1970   | не брала участь   | не брала участь   | не брала участь   | не брала участь   | не брала участь   | не брала участь   | не брала участь   |                   |
| 1971   | не брала участь   | не брала участь   | не брала участь   | не брала участь   | не брала участь   | не брала участь   | не брала участь   |                   |
| 1972   | не брала участь   | не брала участь   | не брала участь   | не брала участь   | не брала участь   | не брала участь   | не брала участь   |                   |
| 1973   | не брала участь   | не брала участь   | не брала участь   | не брала участь   | не брала участь   | не брала участь   | не брала участь   |                   |
| 1974   | не брала участь   | не брала участь   | не брала участь   | не брала участь   | не брала участь   | не брала участь   | не брала участь   |                   |
| 1975   | не брала участь   | не брала участь   | не брала участь   | не брала участь   | не брала участь   | не брала участь   | не брала участь   |                   |
| 1976   | не брала участь   | не брала участь   | не брала участь   | не брала участь   | не брала участь   | не брала участь   | не брала участь   |                   |
| 1977   | не брала участь   | не брала участь   | не брала участь   | не брала участь   | не брала участь   | не брала участь   | не брала участь   |                   |
| 1978   | не брала участь   | не брала участь   | не брала участь   | не брала участь   | не брала участь   | не брала участь   | не брала участь   |                   |
| 1979   | не брала участь   | не брала участь   | не брала участь   | не брала участь   | не брала участь   | не брала участь   | не брала участь   |                   |
| 1980   | не брала участь   | не брала участь   | не брала участь   | не брала участь   | не брала участь   | не брала участь   | не брала участь   |                   |
| Усього | 0/25              | 0                 | 0                 | 0                 | 0                 | 0                 | 0                 |                   |

### Чемпіонат Європи (серед 18-річних)
| Рік    | Раунд           | І               | В               | Н               | П               | Г+              | Г-              |                 |
| ------ | --------------- | --------------- | --------------- | --------------- | --------------- | --------------- | --------------- | --------------- |
| 1981   | не брала участь | не брала участь | не брала участь | не брала участь | не брала участь | не брала участь | не брала участь | не брала участь |
| 1982   | другий раунд    | 5               | 1               | 1               | 3               | 6               | 9               |                 |
| 1983   | перший раунд    | 2               | 1               | 0               | 1               | 1               | 4               |                 |
| 1984   | не брала участь | не брала участь | не брала участь | не брала участь | не брала участь | не брала участь | не брала участь | не брала участь |
| 1986   | не брала участь | не брала участь | не брала участь | не брала участь | не брала участь | не брала участь | не брала участь | не брала участь |
| 1988   | перший раунд    | 6               | 2               | 1               | 3               | 3               | 10              |                 |
| 1990   | перший раунд    | 6               | 1               | 0               | 5               | 6               | 8               |                 |
| 1992   | не брала участь | не брала участь | не брала участь | не брала участь | не брала участь | не брала участь | не брала участь | не брала участь |
| 1993   | перший раунд    | 2               | 0               | 0               | 2               | 1               | 7               |                 |
| 1994   | не брала участь | не брала участь | не брала участь | не брала участь | не брала участь | не брала участь | не брала участь | не брала участь |
| 1995   | не брала участь | не брала участь | не брала участь | не брала участь | не брала участь | не брала участь | не брала участь | не брала участь |
| 1996   | не брала участь | не брала участь | не брала участь | не брала участь | не брала участь | не брала участь | не брала участь | не брала участь |
| 1997   | Раунд 1         | 2               | 0               | 1               | 1               | 1               | 4               |                 |
| 1998   | Раунд 1         | 3               | 0               | 0               | 3               | 3               | 13              |                 |
| 1999   | Раунд 1         | 3               | 0               | 1               | 2               | 2               | 5               |                 |
| 2000   | Раунд 1         | 3               | 1               | 0               | 2               | 4               | 5               |                 |
| 2001   | Раунд 1         | 3               | 1               | 0               | 2               | 2               | 7               |                 |
| Усього | 1/10            | 35              | 7               | 4               | 24              | 29              | 72              |                 |